# Gossypium rotundifolium
Gossypium rotundifolium är en malvaväxtart som beskrevs av P.A. Fryxell, L.A. Craven och J.M. Stewart. Gossypium rotundifolium ingår i släktet bomull, och familjen malvaväxter. Inga underarter finns listade i Catalogue of Life.